# San Javier (Beni)
San Javier es una localidad y municipio de Bolivia, capital de la provincia de Cercado dentro del departamento del Beni. El municipio tiene una superficie de 8810 km² y cuenta con una población de 5277 habitantes (INE 2012).

## Historia
San Javier fue fundado en 1691 como misión jesuítica por los padres Cipriano Barace, Juan de Montenegro y Agustín Zapata.

## Ubicación
Es la población principal del municipio de San Javier, en la provincia de Cercado. Está situado a una altitud de 155 m en el margen derecho del río Mamoré, a unos 25 kilómetros al norte de la capital departamental, Trinidad. San Javier se ubica en la parte central del departamento, en el noreste del país. El municipio limita al sur con el municipio de Trinidad, al oeste con el municipio de San Ignacio de Moxos de la provincia de Moxos y el municipio de Santa Ana del Yacuma de la provincia de Yacuma, al norte con el municipio de San Ramón de la provincia de Mamoré, al noreste con los municipios de Huacaraje y Baures de la provincia de Iténez, y al este con el municipio de Ascensión de Guarayos del departamento de Santa Cruz

## Clima
San Javier se encuentra en la zona boliviana de la cuenca amazónica y se caracteriza por tener un clima tropical, cálido y húmedo, todo el año (véase el gráfico climático de Trinidad).
La temperatura media anual es de unos 26 °C, con una temperatura media mensual entre junio y julio de 23 °C, mientras que entre octubre y diciembre es ligeramente más alta, 28 °C. La precipitación anual es de 2000 mm, más del doble que la precipitación media en Europa Central. Las precipitaciones más máximas se producen en la estación de lluvias, entre diciembre y febrero, con unos 300 mm mensuales, mientras que en la estación seca, entre junio y agosto, se registran unos 50 mm.

## Transporte
San Javier está situado en la carretera de la Ruta 9, que cruza de norte a sur la totalidad de tierras bajas de Bolivia, estando San Javier a 503 km al norte de la ciudad de Santa Cruz de la Sierra. La Ruta 9 se cruza al sur de San Javier con la Ruta 3, la carretera que une la capital de la provincia, Trinidad, con la ciudad de La Paz, quedando a 602 km. Además de estas dos carreteras hay servicio diario de autobús desde otras ciudades de Bolivia.

## Demografía
De acuerdo con el censo boliviano de 2024, la población del municipio de San Javier es de 7 654 habitantes.
La población del municipio aumentó más de tres veces y media entre 1992 y 2024:
| Año  | Habitantes (municipio) | Habitantes (localidad) | Fuente |
| ---- | ---------------------- | ---------------------- | ------ |
| 1992 | 2 175                  | 144                    | Censo  |
| 2001 | 2 690                  | 199                    | Censo  |
| 2012 | 5 202                  | 395                    | Censo  |
| 2024 | 7 654                  |                        | Censo  |